# Nissa Football Club
La Società Sportiva Dilettantistica Nissa Football Club, meglio nota come Nissa, è una società calcistica italiana con sede nella città di Caltanissetta. Milita in Serie D, quarta divisione del campionato italiano.
Tale società è l'erede della storica squadra fondata nel 1929, che prese parte a campionati di Serie C.
Disputa i propri incontri casalinghi allo Stadio Marco Tomaselli.

## Storia

una formazione della Nissa nel campionato di Serie C2 1983-1984.

L'inizio delle attività calcistiche agonistiche a Caltanissetta rimontano alla fine degli anni venti: nel 1929 viene fondata l'Unione Sportiva Nissena, la quale nel corso della sua attività disputerà cinque campionati, fra Prima Divisione e Serie C, a cavallo degli anni trenta e quaranta, sfiorando in due occasioni la promozione in Serie B. Uscita di scena dopo l'invasione alleata della Sicilia, sarà ricostituita nel 1947, raccogliendo discreti risultati tra Serie C e Promozione fino al 1960, anno della sua definitiva scomparsa dal panorama calcistico.
Nel 1962 viene fondata la Nissa Sport Club, rimasta in attività fino al 1992, la quale ha vissuto il suo apice sportivo tra il 1984 ed il 1987, anni nei quali ha militato in Serie C2. Dopo il fallimento, è stata ricostituita in due altre occasioni: nel 1992 e nel 1999, prima di fallire nuovamente nel 2013. In questo arco temporale ha disputato prevalentemente campionati di Eccellenza e Serie D, arrivando a vincere una Coppa Italia regionale nel 1995.
Nel 2013 la società Sporting Nissa, appena promossa in Seconda Categoria, si pone in continuità con la storica società, cambiando la propria denominazione, l'anno seguente, in Associazione Sportiva Dilettantistica Sport Club Nissa 1962.
La società scala le categorie arrivando fino al campionato di Eccellenza 2016-2017. Si posiziona all 11º posto, gioca i play out con l'Atletico Campofranco e perde per 4-1 retrocedendo in Promozione, ma la squadra rinuncia al successivo campionato continuando solo il settore giovanile.
Nel 2017 nasce la Nissa Football Club che si iscrive al campionato 2017-18 di Terza Categoria Caltanissetta, posizionandosi al 4º posto, perde i play-off con l'Atletico Gorgonia. Nel 2018 acquisisce il titolo di Prima Categoria da una associazione di un comune limitrofo e partecipa al campionato 2018-19 di Prima Categoria girone G, posizionandosi al 13º posto. Nel 2019 la squadra viene ripescata e partecipa al campionato di Promozione 2019-20 girone A.
Nel luglio del 2020, viene ammessa nel campionato regionale di Eccellenza in seguito a fusione con lo Sporting Vallone dal quale acquisisce il titolo.
Nel campionato 2020/2021, sotto la guida del presidente Arialdo Giammusso, si classifica terza (quarta per differenza reti) e partecipa ai playoff dove viene eliminata dall‘Akragas in semifinale. Nel campionato 2021/2022 dopo un esaltante inizio che la vede al primo posto a fine novembre, perde posizioni nel girone di ritorno dopo le dichiarazioni del presidente Arialdo Giammusso che comunicó la volontà di lasciare a fine campionato. 
La stagione successiva, 2022/2023, segna l’ingresso in società degli ex dirigenti dell’Atletico Nissa e l’Avv. Sergio Iacona viene eletto presidente. Campionato con risultati altalenanti e salvezza raggiunta alle ultime partite.
Nel luglio del 2023 l'imprenditore laziale Luca Giovannone diventa presidente e socio di maggioranza del club e vince il campionato di eccellenza 2023/2024 con una media punti da record nazionale.

## Colori e simboli
Storicamente le maglie da gioco della Nissa sono state interamente bianche, cui occasionalmente sono stati aggiunti inserti gialli e rossi, che sono gli altri colori sociali; sulle casacche campeggia lo stemma sociale a forma di scudetto, ove non mancano una croce ed un castello, simbolo della città. A ciò si deve l'appellativo di biancoscudati. Per le seconde divise sono state scelte più spesso maglie interamente rosse o a strisce verticali gialle e rosse.

## Strutture

### Stadio
Il primo terreno di gioco della Nissa fu lo stadio Palmintelli, che prende il nome dall'omonima contrada nella quale sorge l'impianto. Il terreno interessato fu acquisito dal comune nel 1929, mentre nel 1932 iniziarono i lavori di costruzione per ottemperare alle direttive del regime fascista. Non a caso l'impianto è un classico esempio dell'architettura dell'epoca, caratterizzata per il massiccio utilizzo dell'allora innovativo cemento armato. 

Il Palmintelli gremito in occasione di una partita tra Nissa e Putignano.

 Il nome originario era "Campo Dux", e la struttura non presentava la recinzione esterna e la tribuna coperta, aggiunte in seguito, proprio come la pista di atletica, che rese l'impianto un fiore all'occhiello. Con la costruzione del palazzo di giustizia nel 1965, il terreno da gioco fu spostato ed eliminata la pista di atletica; si nota infatti un decentramento della tribunetta, rimasta nella sua posizione originaria. Il terreno da gioco è in terra battuta.
Nel 1994 la Nissa si trasferì nel moderno stadio Tomaselli, originariamente chiamato "Pian del Lago", dalla zona in cui sorge, inaugurato due anni prima. L'impianto è dotato di una tribuna coperta, una gradinata e due curve, oltre che di una pista di atletica che perimetra il terreno di gioco, in erba naturale.
Nel 2013, con la ripartenza dalla Seconda Categoria, la Nissa è ritornata a disputare gli incontri casalinghi al Palmintelli.

### Centro di allenamento
La Nissa si allena presso lo Stadio Marco Tomaselli.

## La Nissa nella cultura di massa
Nel 1994 l'Under-21, a causa di un disguido tecnico, giocò una partita indossando la seconda maglia rossa della Nissa. Ciò avvenne durante una gara contro i pari età croati, disputata a Caltanissetta, in occasione della quale entrambe le formazioni si presentarono con la sola divisa bianca: gli Azzurrini scesero così in campo indossando la seconda divisa della squadra cittadina, con lo stemma societario cancellato con un pennarello.

## Allenatori e presidenti
Fonti:
- 1931-1932  Enzo Leone
- 1932-1934  Angelo Benincasa
- 1934-1935  Walter Dietrich
- 1935-1936  Achille Gama
- 1936-1950
- 1950-1951  Ferruccio Ghidini
- 1951-1952  Eolo Rossi
- 1952-1955  Oronzo Pugliese
- 1955-1957  Giuseppe Baiocchi
- 1957-1963 ...
- 1963-1964  Audino Arabia
- 1964-1965  Giovanni Di Marco
- 1965-1966  Giovanni Bonanno
 Giovanni Di Marco
- 1966-1967  Raffaele Ammendola
- 1967-1968 ...
- 1968-1969  Sergio Ballarin
 Sergio Ballarin e  Pupo Malavasi
- 1969-1970  Carlo Cesarato
- 1970-1972  Mario Perazzolo
- 1972-1974  Giuseppe Caramanno
- 1974-1976 ...
- 1976-1977  Pietro Firicano
- 1977-1978  Matteo Carnevale
 Raffaele Ammendola
- 1978-1980  Francesco Casisa
- 1980-1981  Gianni Gennari
- 1981-1982  Antonio Colomban
- 1982-1983  Aurelio Bongiovanni
 Giuseppe Tamborini e  Raffaele Ammendola
 Raffaele Ammendola
- 1983-1984  Giovanni Gennari
- 1984-1985  Giovanni Gennari
 Alfredo Ballarò
- 1985-1987  Franco Rondanini
- 1987-1988  Tommaso Angrisani
 Giuseppe Colombo
- 1988-1989 ...
- 1989-1990  Giuseppe Colombo
- 1990-1991  Maurizio Mazza
- 1991-1993  Lucio Falletta
- 1993-1994  Maurizio Mazza
- 1994-1995 ...
- 1995-1996  Giovanni Gennari
 Ferdinando Rossi
 Giuseppe Colombo
- 1996-1999 ...
- 1999-2001  Anzaldi
- 2001-2002  Andrea Pensabene
- 2002-2007 ...
- 2007-2009  Roberto Boscaglia
- 2009-2011  Gaetano Di Maria
- 2011-2012  Salvatore Bianchetti
- 2012-2013  Tarcisio Catanese
- 2013-2014  Massimo Ribellino
- 2014-2015  Massimo Ribellino 
 Angelo Cartone
- 2015-2016  Angelo Cartone
- 2016-2017  Alessio Sferrazza
- 2017-2019  Fabrizio Ponticello
- 2019-2020  Gianfilippo Di Matteo 
 Angelo Bognanni
- 2020-2021  Angelo Bognanni
- 2021-2022  Angelo Bognanni
- 2022-2023  Alessandro Settineri
- 2023-2024  Nicolò Terranova
- 2024-2025  Nicolò Terranova 
 Giovanni Campanella
- 2025-2026  Raffaele Di Napoli

- 1931-1933  Giuseppe Giordano
- 1933-1938  Salvatore Gangitano
- 1939-1962
- 1962-196?  Antonio Lacagnina
- 196?-1967  Piero Oberto
- 1967  Antonio Pace
- 1967-1969  Michele Falzone
- 1969-1975  La Paglia
- 1975-1978  Umberto Cortese
- 1978-1983  Giovanni Piazza
- 1983-198?  Raimondo Lupo[17]
- 198?-1990  Liborio Savoja
- 1990-1992  Valerio Terenzio
- 1992-?  Mario Privitera
- 2000-2001  Franco Galiano
- 2001-2002  Sergio D'Antoni e  Giuseppe D'Antoni
- 2002-2003  Toto Navarra
- 2003-2009  Luca Mannino
- 2009-2010  Alessandro Giammorcaro
- 2010-2011  Umberto Ilardo
- 2011-2012  Gabriele Roccia
- 2012-2013  Prospero Santo
 Dafne Scavuzzo
- 2013-2015  Mauro Di Pasquali
- 2015-2017  Natale Ferrante
- 2017-2020  Michele Savoja
- 2020-2022  Arialdo Giammusso
- 2022-2023  Sergio Iacona
- 2023  Luca Giovannone

## Palmarès

### Competizioni nazionali
- Promozione: 1

1949-1950
- Campionato Interregionale: 1

1983-1984

### Competizioni regionali
- Campionato italiano di terza divisione: 1

1931-1932 (girone C)
- Seconda Categoria: 1

1962-1963
- Promozione: 3

1978-1979, 1989-1990, 2015-2016
- Eccellenza: 3

1994-1995, 2007-2008, 2023-2024
- Coppa Italia Dilettanti Sicilia: 1

1994-1995

## Statistiche e record

### Partecipazione ai campionati
I dati seguenti non sono ufficiali e si riferiscono alle partecipazioni ufficiali della squadra, a partire dalla stagione sportiva 1931-1932, sotto le insegne di varie società: U.S. Nissena (1929-1960), Nissa S.C. (1962-1992), U.S. Nissa (1992-1998), Nissa F.C. (1999-2013), S.C. Nissa 1962 (2014-2017) e Nissa Football Club (dal 2017). I dati sono aggiornati alla stagione 2019-2020.
Campionati nazionali
| Livello | Categoria                       | Partecipazioni | Debutto   | Ultima stagione | Totale |
| ------- | ------------------------------- | -------------- | --------- | --------------- | ------ |
| 3º      | Prima Divisione                 | 3              | 1932-1933 | 1934-1935       | 8      |
| 3º      | Serie C                         | 5              | 1935-1936 | 1951-1952       | 8      |
| 4º      | Promozione                      | 2              | 1948-1949 | 1949-1950       | 16     |
| 4º      | IV Serie                        | 4              | 1952-1953 | 1955-1956       | 16     |
| 4º      | Serie D                         | 7              | 1967-1968 | 2025-2026       | 16     |
| 4º      | Serie C2                        | 3              | 1984-1985 | 1986-1987       | 16     |
| 5º      | Serie D                         | 7              | 1979-1980 | 2012-2013       | 15     |
| 5º      | Campionato Interregionale       | 7              | 1981-1982 | 1991-1992       | 15     |
| 5º      | Campionato Nazionale Dilettanti | 1              | 1995-1996 | 1995-1996       | 15     |

Campionati regionali
| Livello | Categoria             | Partecipazioni | Debutto   | Ultima stagione | Totale |
| ------- | --------------------- | -------------- | --------- | --------------- | ------ |
| I       | Prima Divisione       | 5              | 1937-1938 | 1941-1942       | 39     |
| I       | Promozione            | 9              | 1956-1957 | 1989-1990       | 39     |
| I       | Campionato Dilettanti | 2              | 1957-1958 | 1958-1959       | 39     |
| I       | Prima Categoria       | 5              | 1960-1961 | 1966-1967       | 39     |
| I       | Eccellenza            | 18             | 1992-1993 | 2023-2024       | 39     |
| II      | Terza Divisione       | 1              | 1931-1932 | 1931-1932       | 5      |
| II      | Seconda Categoria     | 1              | 1962-1963 | 1962-1963       | 5      |
| II      | Promozione            | 3              | 1999-2000 | 2019-2020       | 5      |
| III     | Prima Categoria       | 2              | 2014-2015 | 2018-2019       | 2      |
| IV      | Seconda Categoria     | 1              | 2013-2014 | 2013-2014       | 1      |
| V       | Terza Categoria       | 1              | 2017-2018 | 2017-2018       | 1      |

In 81 stagioni sportive prese in esame, la squadra ha collezionato complessivamente 37 presenze nei tornei nazionali (8 nel terzo livello, 14 nel quarto e 15 nel quinto) e 44 nei tornei regionali (35 nel primo livello, 5 nel secondo, 2 nel terzo, 1 nel quarto e 1 nel quinto). Vanta due vittorie del massimo campionato dilettantistico nazionale, ottenute nel 1950 e nel 1984. Sono state escluse dal conteggio 6 stagioni dove la squadra è rimasta inattiva: 1936-37, 1943-44, 1945-46, 1959-60, 1961-62 e 1998-99. Complessivamente questi risultati pongono la Nissa in una posizione di spicco nel contesto del calcio regionale, sebbene non sia annoverabile tra le squadre più titolate.

## Tifoseria

Gli ultras durante un derby contro la Sancataldese degli anni novanta.

Il movimento ultras a Caltanissetta si sviluppa a partire dal 1976, in occasione della fondazione del Commandos Tigre, gruppo sorto per iniziativa di alcuni tifosi di pallavolo. Il gruppo staziona nella gradinata del Palmintelli fino a che l'anno seguente non si sposta in tribuna; per l'occasione cambia il nome in Commandos Biancoscudato. Sempre nel 1977 nascono le Brigate Gradinata, sostenenti ideologie molto vicine alla sinistra, e prendendo il nome proprio dal settore da loro occupato. Nel 1982 il Commandos cambia nome in Ultrà Nissa. I due gruppi dunque occupano settori diversi, fondendosi in occasione della promozione della Nissa in Serie C2 al termine della stagione 1983-1984, formando così le Brigate Ultrà Nissa. Il nuovo assembramento prenderà posto in gradita e potrà contare sulla presenza di oltre quattrocento tesserati.

Scambio di sciarpe fra un tifoso nisseno e uno saccense.

Negli anni ottanta nasceranno di fatto gran parte dei rapporti di amicizia e di rivalità della tifoseria nissena; il gemellaggio con gli ultras del Licata, nel 1984, le amicizie con quelli di Messina e Trapani e le rivalità con siracusani, mazaresi, agrigentini, canicattinesi ed ennesi.
Nel 1988 le B.U.N. si sciolgono soprattutto a causa di controversie societarie, lasciando spazio a gruppi minori che avranno vita breve, fra i quali Indians e Drunkards. Alla fine degli anni ottanta sale alla presidenza Valerio Terenzio, che contribuisce a risanare l'ambiente, culminando con la promozione in Interregionale nel 1990. Nascono dunque i Fedayn e i Furiosi, che continueranno a supportare la Nissa anche in seguito al trasferimento nel nuovo impianto di Pian del Lago, e conseguentemente il gemellaggio con gli ultras di Sciacca e la forte rivalità con i sancataldesi, caratterizzata da violenti scontri. Una moltitudine di incomprensioni venutesi a creare fra i gruppi esistenti porterà alla nascita agli albori degli anni duemila degli Ultras Nissa 2002, attivi fino al 2006. Dal 2019 il gruppo ultras principale sono i Cani Sciolti.